# Sasebo
Sasebo är en stad i södra Japan, nära Nagasaki på ön Kyushu.  Till Sasebo hör också en del av Saikai Nationalpark och Kuju-ku-öarna. 
Staden har sedan 2016
status som kärnstad (japanska: 中核市?, Chūkakushi) enligt lagen om lokalt självstyre.

## Historia
Sasebo är en relativt ung stad. Fram till Meijirestaurationen låg bara några små fiskebyar där Sasebo ligger idag. En japansk amiral grundlade staden som en flottbas på grund av dess naturliga djuphamn och strategiska läge nära Korea och Kina. Än idag är skeppsbyggnad och annan sjöfartsrelaterad verksamhet mycket viktigt för staden, liksom tung industri.
Staden bombades svårt under andra världskriget, och 48 % av staden förstördes. Sasebo var också ett tänkbart mål för atombombning. Efter kriget förlade amerikanerna en flottbas i Sasebo, som finns kvar än idag.
På ön Hario i södra delen av staden ligger temaparken Huis Ten Bosch där man byggt upp ett antal kopior av äldre nederländska byggnader. 
Parken öppnade 1992.

## Klimat
Sasebo har ett fuktigt, subtropiskt klimat med heta somrar och svala vintrar. I augusti, månaden med mest sol, skiner solen i genomsnitt 209 timmar.

## Bilder

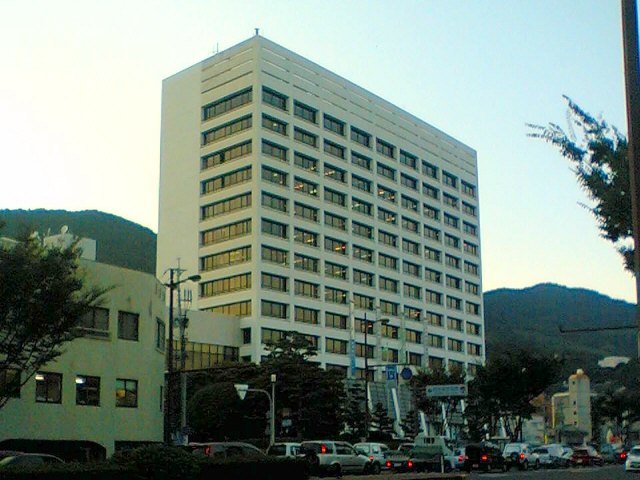
Sasebo stadshus
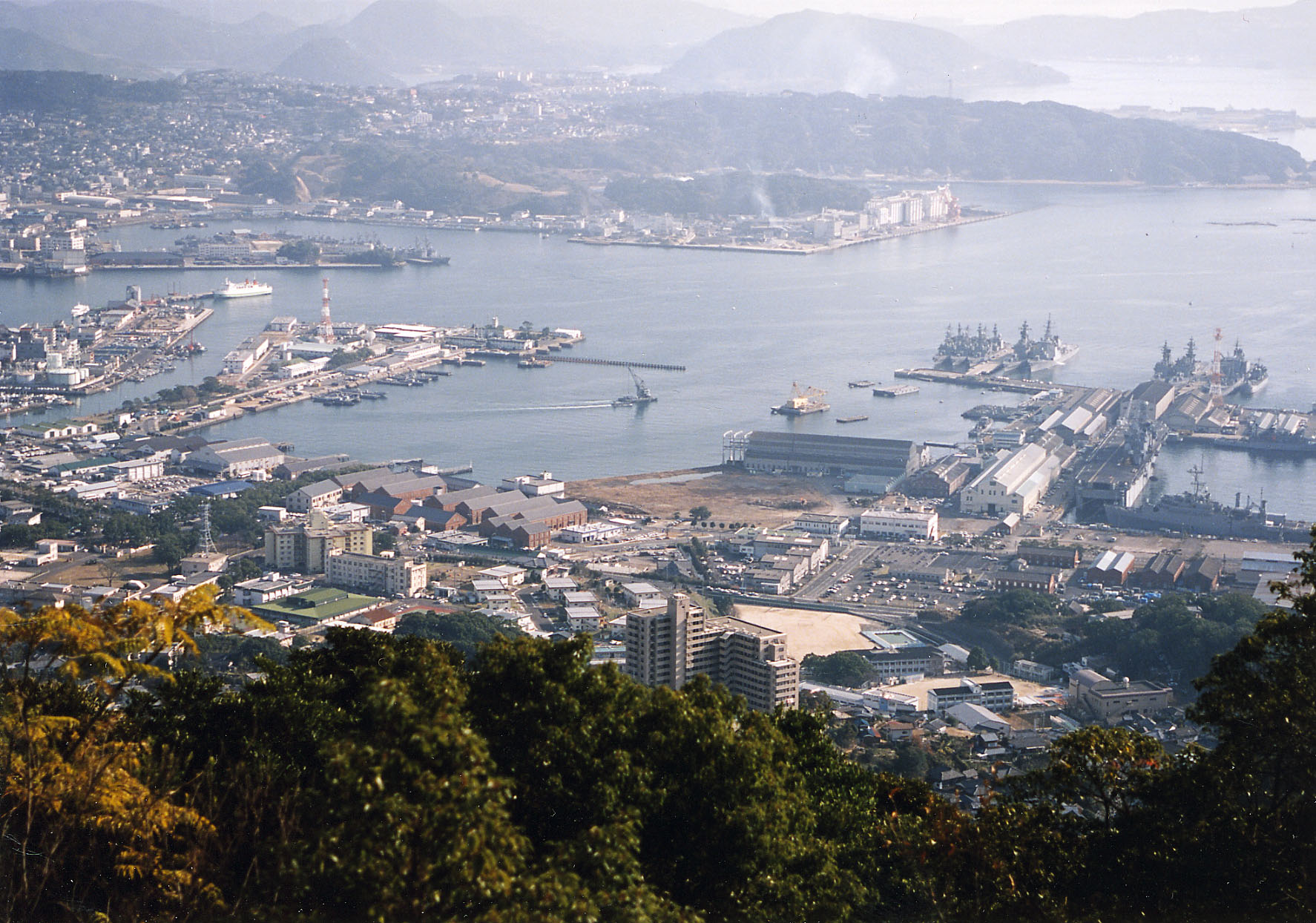
Sasebo hamn
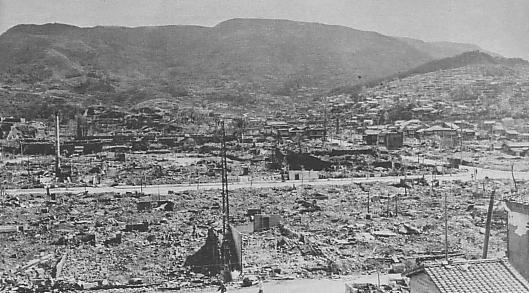
Sasebo efter bombningarna 1945
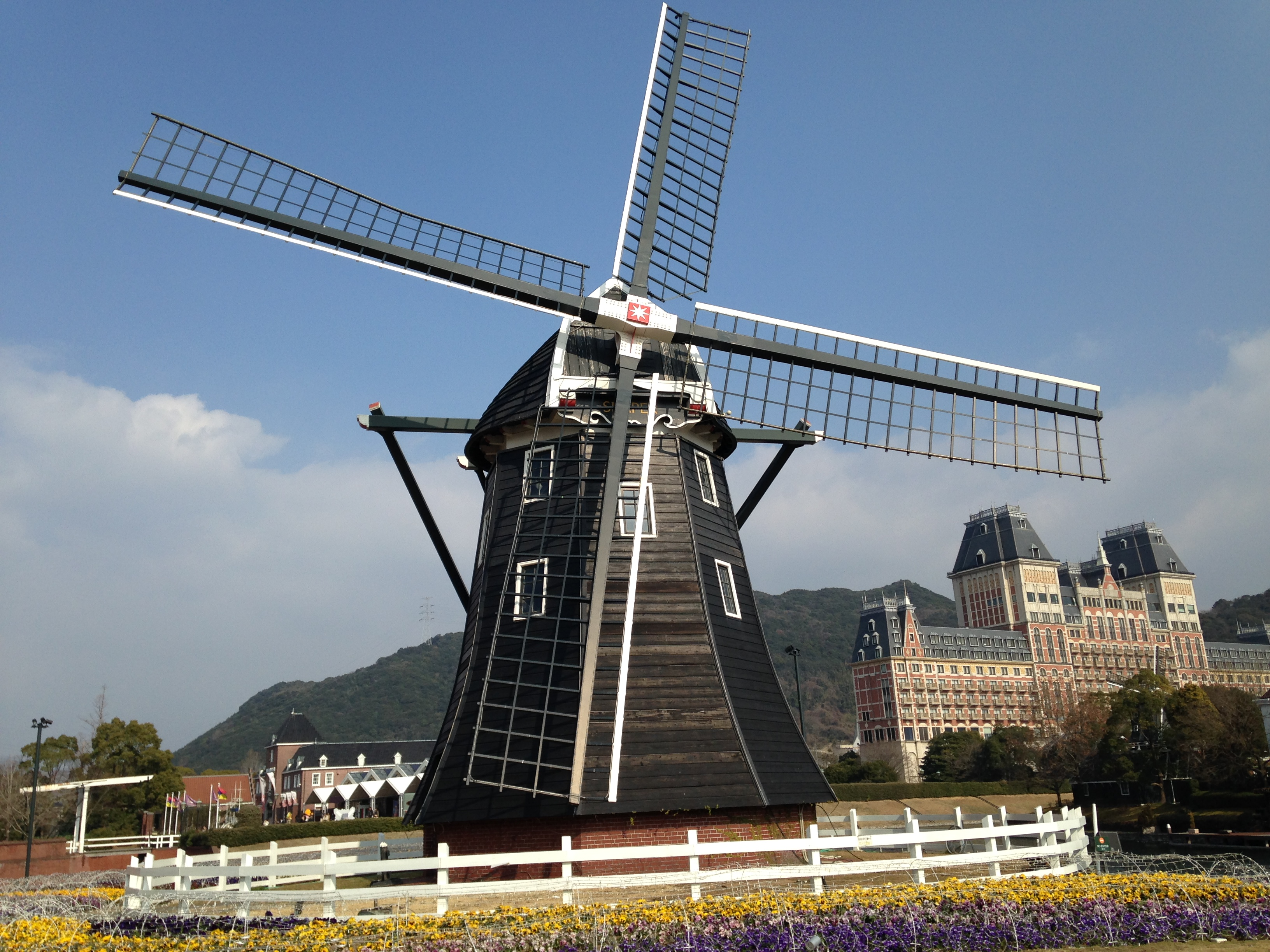
Huis Ten Bosch